# Confederação Brasileira de Handebol
A Confederação Brasileira de Handebol (CBHb) é o órgão responsável pela organização dos eventos e representação dos atletas de handebol, handebol de praia, e handebol de cadeira de rodas no Brasil.

## História
A Confederação Brasileira de Handebol foi fundada em 1º de junho de 1979, após a dissolução da Confederação Brasileira de Desportos. Seus fundadores foram as confederações de São Paulo, Rio de Janeiro, Maranhão, Pernambuco, Ceará, Rio Grande do Sul e Pará. À época da Assembléia de Eleição no dia 22 de agosto de 1979 já haviam sido adicionadas federações em Paraná, Minas Gerais, Amazonas, Sergipe e Paraíba. A abreviatura virou CBHb para evitar confusões com a Confederação Brasileira de Hipismo (CBH). 
Para organizar o Campeonato Mundial de Handebol Feminino de 2011 no Brasil, a CBHb precisou de um empréstimo da Federação Internacional de Handebol por falta de fundos. As dívidas só foram sanadas quando a CBHb aceitar sediar três torneios internacionais, o Campeonato Mundial de Beach Handball masculino e feminino de 2014.

## Presidentes[2]
- Professor Jamil André de São Paulo
- Professor José Maria Teixeira,
- Prof. Manoel Luiz Oliveira
- Felipe Rêgo Barros

## Federações filiadas
A seguir uma lista com as federações estaduais filiadas à CBH.

## Campeonatos[30]

### Quadra
A CBH organiza diversos campeonatos nacionais ao longo de uma temporada. As categorias de base, como a "juvenil" e a "infanto"  com uma disputa entre estados.
As principais competições do ano, para os profissionais, são a Liga Nacional de Handebol Masculino,  Liga Nacional de Handebol Feminino, Campeonato Brasileiro de Handebol Masculino da Primeira Divisão, Campeonato Brasileiro de Handebol Feminino da Primeira Divisão, Liga Nordeste de Handebol Masculino e Liga Nordeste de Handebol Feminino

### Praia
Os campeonatos de handebol de praia são disputados dentro das Federações Estaduais.

## Títulos da Seleção de Handebol
| Mundiais     | Mundiais                                    | Mundiais | Mundiais                                                    |
|              | Competição                                  | Títulos  | Temporadas                                                  |
| ------------ | ------------------------------------------- | -------- | ----------------------------------------------------------- |
|              | Campeonato Mundial - Feminino               | 1        | 2013                                                        |
| Continentais |                                             |          |                                                             |
|              | Competição                                  | Títulos  | Temporadas                                                  |
|              | Jogos Pan-Americanos - Feminino             | 6        | 1999, 2003, 2007, 2011, 2015 e 2019                         |
|              | Jogos Pan-Americanos - Masculino            | 3        | 2003, 2007 e 2015                                           |
|              | Campeonato Pan-Americano - Feminino         | 10       | 1997, 1999, 2000, 2003, 2005, 2007, 2011, 2013, 2015 e 2017 |
|              | Campeonato Pan-Americano - Masculino        | 3        | 2006, 2008 e 2016                                           |
|              | Campeonato Sul e Centro-Americano- Feminino | 1        | 2019                                                        |
|              | Jogos Sul-Americanos - Feminino             | 3        | 2010, 2014 e 2018                                           |
|              | Jogos Sul-Americanos - Masculino            | 2        | 1999 e 2010                                                 |
|              | Campeonato Sul-Americano - Feminino         | 9        | 1983, 1984, 1986, 1988, 1991, 1994, 1998, 2001 e 2013       |
|              | Campeonato Sul-Americano - Masculino        | 10       | 2003,2004,2005,2006,2007,2008,2009,2010,2011 e 2012         |